# Lojas Americanas
Lojas Americanas es una cadena minorista brasileña fundada en 1929 en la ciudad de Niterói, Río de Janeiro, por el austriaco-brasileño Max Landesmann y los americanos John Lee, Glen Matson, James Marshall y Batson Borger. Actualmente, la compañía tiene 1306 tiendas en los 26 estados brasileños y en el Distrito Federal del área de Brasilia.
Lojas Americanas (en español: Tiendas americanas) tiene su sede en Río de Janeiro y cuenta con 4 centros de distribución, en Nova Iguaçu (Río de Janeiro), Barueri (São Paulo), Recife (Pernambuco) y Uberlândia (Minas Gerais).
Está controlada por tres multimillonarios brasileños: Jorge Paulo Lemann, Marcel Herrmann Telles y Carlos Alberto Sicupira, el mismo trío que maneja Anheuser-Busch InBev, 3G Capital, São Carlos S.A. y otros grupos. La red vende más de 80 mil artículos de cuatro mil empresas diferentes.
En enero de 2007, Lojas Americanas adquirió las operaciones brasileñas de la red de alquiler de videos Blockbuster por R$ 186,2 millones y adaptó las tiendas a la marca Americanas Express.

## Historia

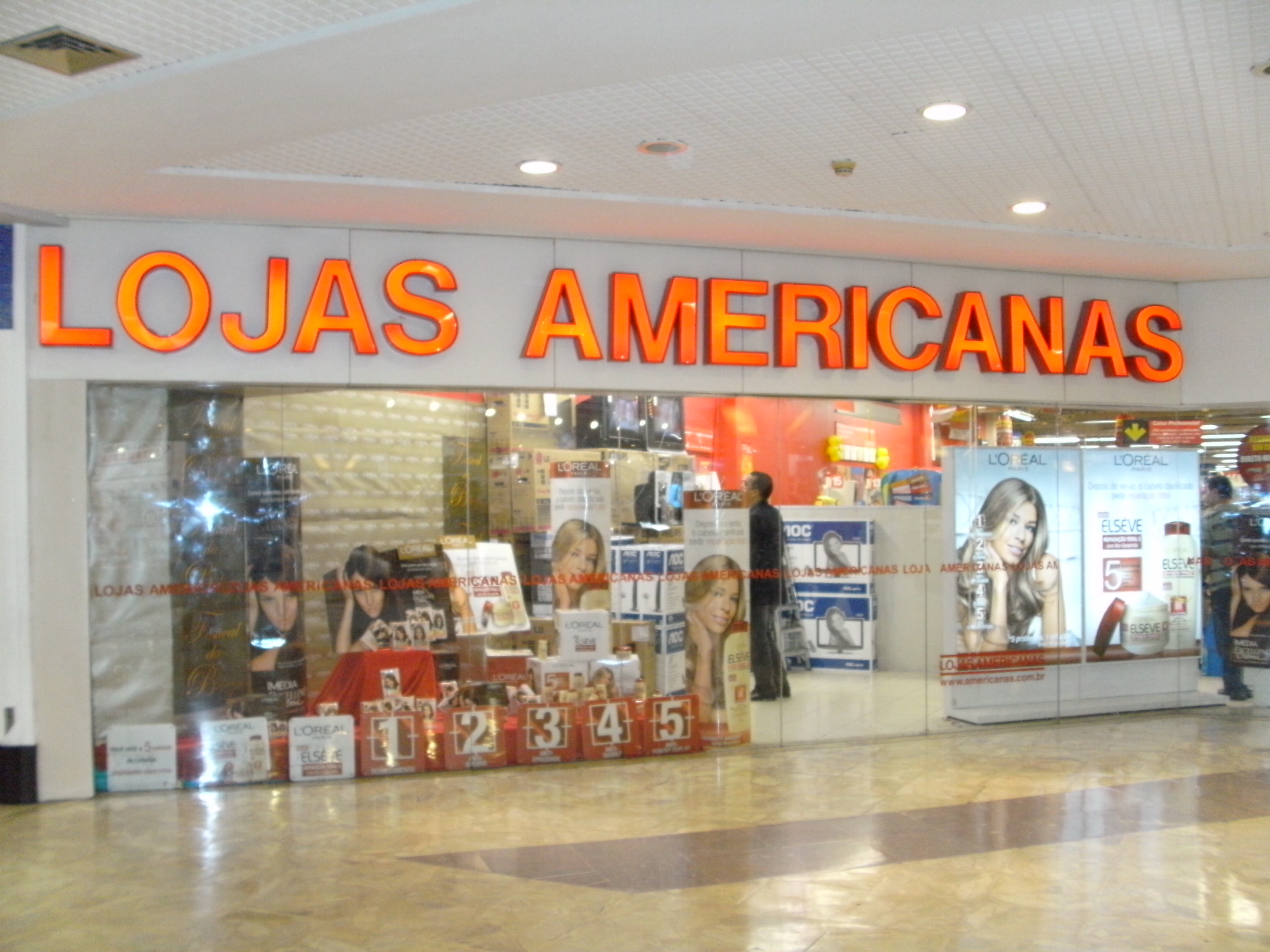
Lojas Americanas en Recife.

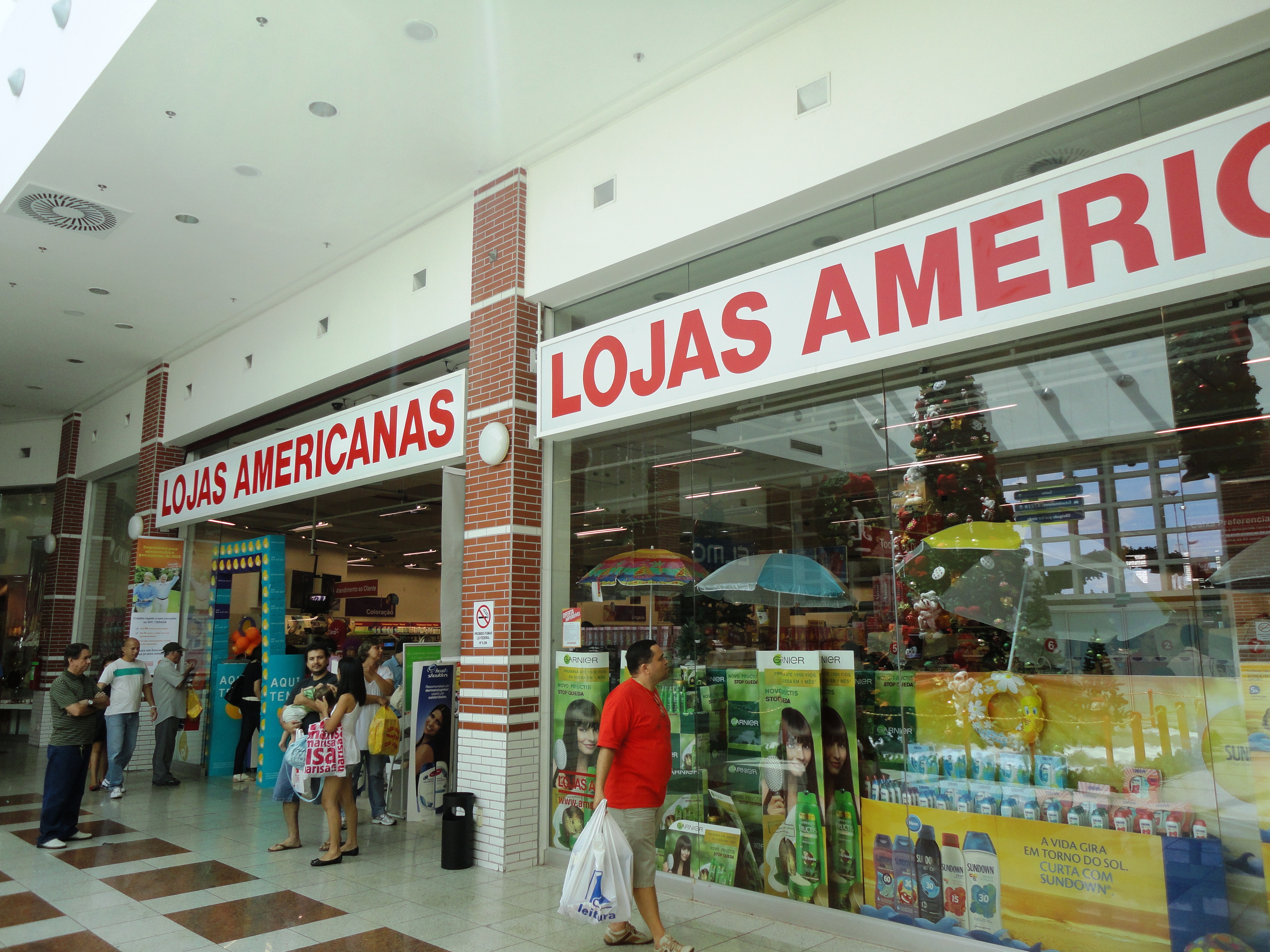
Lojas Americanas en Ipatinga.

La compañía fue fundada en 1929 por los estadounidenses John Lee, Glen Matson, James Marshall y Batson Borger. Dejaron los Estados Unidos y se fueron a Buenos Aires con el objetivo de abrir una tienda de todo a 100. La idea era lanzar una tienda que ofreciera precios bajos, siguiendo el modelo de tiendas en los Estados Unidos y Europa que se popularizaron a comienzos del siglo XX. Durante su viaje a Sudamérica, conocieron a los brasileños Aquino Sales y Max Landesman, quienes los convencieron de cambiar sus planes y dirigirse a Río de Janeiro.
Después de pasar un tiempo en Río de Janeiro, los estadounidenses vieron que había muchos empleados públicos y personal militar con salarios estables pero modestos. La mayoría de las tiendas en la ciudad no eran financieramente accesibles para el público en general. Las tiendas existentes eran caras y vendían mercancías especializadas. Los consumidores tenían que ir a varios establecimientos diferentes para hacer sus compras. Como resultado, los estadounidenses decidieron que Río de Janeiro era la ciudad perfecta para lanzar su nueva tienda conceptual. Construyeron una tienda que tenía precios bajos, para atender a las poblaciones de consumidores "olvidadas", y vendieron la mayor variedad posible de productos.
En 1929 inauguraron la primera tienda de Lojas Americanas en Niterói. El eslogan de la tienda era "Nada más de $2". Al final del primer año, ya habían abierto cuatro tiendas, tres en Río de Janeiro y una en São Paulo. En 1940, Lojas Americanas se había convertido en una corporación.
En 1982, los miembros del directorio del Grupo Garantia se unieron a Lojas Americanas como accionistas. En el primer trimestre de 1994, solidificaron la formación de una empresa conjunta bajo el nombre de Walmart Brasil S/A con Lojas Americanas como un 40% de las partes interesadas y Walmart como un 60% de las partes interesadas. En 1997, por decisión del consejo administrativo de la empresa, se aprobó la venta del 40% de la empresa a Walmart, Inc. El consejo aprobó la participación de Lojas Americanas en un acuerdo en 1998 que detallaba su control accionario de 23 tiendas con la empresa francesa de supermercados Comptoirs Modernes, conectada al Grupo Carrefour). Lojas Americanas luego decidió terminar la asociación y enfocarse en su negocio principal de tiendas de descuento.
En 1999, la compañía comenzó a vender mercancías a través de Internet, a través del sitio Americanas.com. En 2000, Americanas.com y una nueva sociedad con Chase Capital, The Flatiron Fund, Next International. Global Bridge Ventures, Mercosul Internet S/A y AIG aumentaron significativamente su capital. En conjunto, estas empresas se tradujeron en US$ 40 millones adicionales y la venta del 33% de la compañía. Los comienzos de la década de 2000 se caracterizaron por la rápida expansión de la compañía. El objetivo era abrir nuevas tiendas en el sudeste y el sur de Brasil para aumentar la presencia de la marca y reformular algunas tiendas existentes para mejorar el servicio al cliente. También fue durante este período que Lojas Americanas adquirió una estación de televisión llamada Shoptime, una empresa conjunta con el Banco Itaú que creó la Financeira Americanas Itaú (FAI), o Americanas Taií.
Americanas.com anunció en noviembre de 2006 su fusión con Submarino, creando una empresa líder absoluta en el segmento de ventas en línea en Brasil. La nueva compañía, B2W, debe competir con las cadenas comerciales tradicionales.
En enero de 2007, Lojas Americanas anunció su adquisición de BWU, la corporación responsable de Blockbuster en Brasil, y la integró en más de 127 tiendas. Más recientemente, en 2013, la red Lojas Americanas se vio obligada a pagar R$ 250 mil en reparaciones a los trabajadores de las fábricas bolivianas que fabrican ropa para la marca BASIC+ de la empresa. Se juzgó que estaban trabajando en condiciones de "esclavitud".

## Subsidiarias

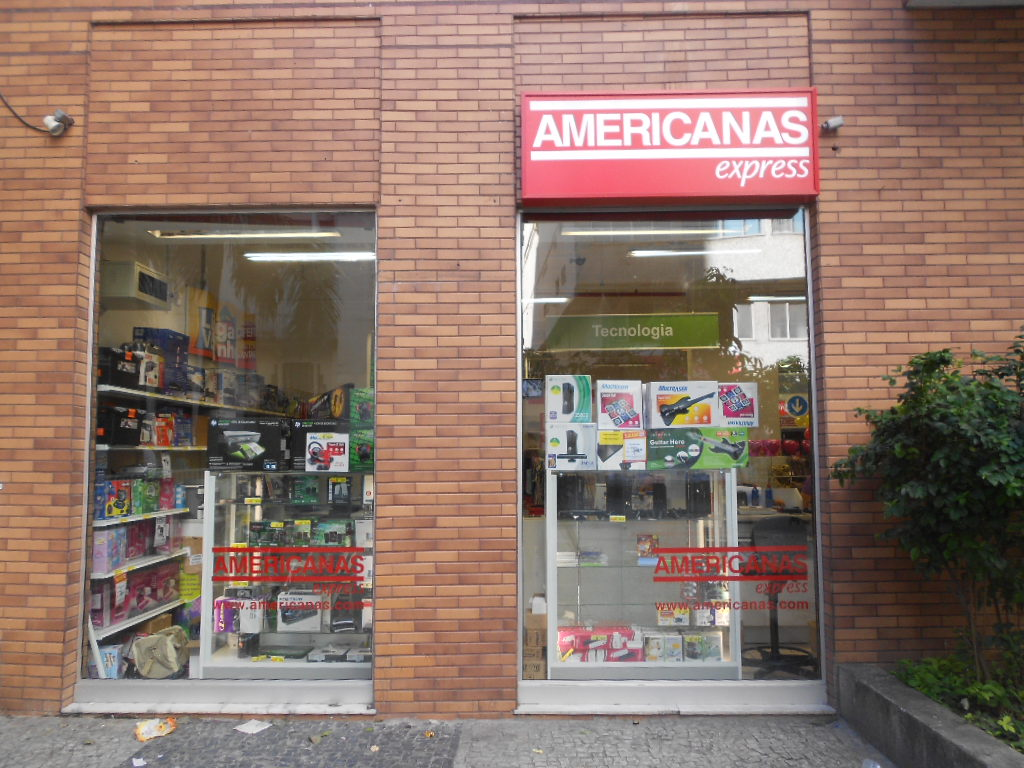
Tienda de Americanas Express en Lapa, Río de Janeiro.

Lojas Americanas opera 4 tipos diferentes de tiendas afiliadas. Por esta razón, el nombre "Americanas Network" se usa a menudo para referirse a la empresa matriz.
- Tiendas tradicionales
- Americanas Express
- Americanas Blockbuster
- Tiendas en línea: Submarino, Americanas.com y Shoptime